# Guatteria arenicola
Guatteria arenicola este o specie de plante angiosperme din genul Guatteria, familia Annonaceae, descrisă de Paulus Johannes Maria Maas și Erkens. Conform Catalogue of Life specia Guatteria arenicola nu are subspecii cunoscute.